# Йозеф-Георг Мюльцер
Йозеф-Георг Мюльцер (нім. Josef-Georg Mulzer; 23 квітня 1915, Мюнхен — 21 січня 2011, Вюрцбург) — німецький офіцер, оберстлейтенант вермахту (грудень 1944). Кавалер Лицарського хреста Залізного хреста з дубовим листям.

## Біографія
У 1934 році вступив у 7-й саперний батальйон. З осені 1938 року — ад'ютант 83-го гірського саперного батальйону 3-ї гірської дивізії. Учасник Польської та Норвезької кампаній. З вересня 1942 року воював на Ленінградському напрямку. З 25 листопада 1942 року — командир свого батальйону. Відзначився в боях під Орлом та Бобруйськом. На початку 1944 року відправлений на курси офіцерів Генштабу в частини, дислоковані в Італії. З 9 вересня 1944 року — командир 1-го штурмового саперного полку на Західному фронті. У жовтні 1944 року тяжко поранений і до кінця війни перебував у шпиталі.

## Нагороди
- Медаль «За вислугу років у Вермахті» 4-го класу (4 роки)
- Залізний хрест
  - 2-го класу (27 червня 1940)
  - 1-го класу (30 серпня 1942)
- Нарвікський щит
- Нагрудний знак «За участь у загальних штурмових атаках» 1-го ступеня
- Медаль «За зимову кампанію на Сході 1941/42» (2 вересня 1942)
- Лицарський хрест Залізного хреста з дубовим листям
  - лицарський хрест (7 вересня 1943)
  - дубове листя (№ 367; 10 січня 1944)